# Ваагн Гурзадян
Створення Ваагн Гурзадян (вірм. Վահագն Գուրզադյան;(вірм. Վահագն Գուրզադյան; нар. 21 листопада 1955) — вірменський математичний фізик і професор і керівник Центру космології Єреванського фізичного інституту, Єреван, Вірменія, найбільш відомий тим, що написав у співавторстві "Concentric circles in WMAP data may provide evidence of violent pre-Big-Bang activity" 
працював зі своїм колегою Роджером Пенроузом і співпрацював над нещодавньою книгою Роджера Пенроуза «Цикли часу» (Cycles of Time).
Гурзадян народився в Єревані, Вірменія (тоді СРСР), закінчив Єреванський державний університет (1977), аспірант кафедри теоретичної фізики Фізичного інституту імені Лебедєва, Москва (1977–1980; 1980 PhD.), доктор теоретичної та математичної фізики (1988).
У 1989 році він читав лекції про динамічні системи в чотирьох університетах Японії (Токіо, Кіото, Хіросіма, Фукуї), а згодом обіймав посади відвідувачів в Університеті Сассекса (1996–1997), а з 2001 року в Римському університеті Сапієнца. Його батько Григор Гурзадян, вірменський астроном був піонером космічної астрономії за допомогою супутників. Його дід Ашхарбек Калантар був вірменським археологом та істориком.